# منكل (همدان)

تعديل مصدري - تعديل

وفي احصائيات منظمة اليونسكو لعام2020
بلغ عدد سكانها 2850 نسمه
1. ↑  الجهاز المركزي للإحصاء اليمني، تعداد اليمن 2004، QID:Q12202700

منكل هي إحدى قرى عزلة الربع بمديرية همدان التابعة لمحافظة صنعاء، بلغ تعداد سكانها 2850نسمة حسب تداحصائيات اليمن لعام 2020 ويحكمها الشيخ ابو حاجب والشيخ محمد يحيى صالح شراح .
وتعتبر من اهم قرى مديرية همدان من حيث الاسهام التاريخي والحضاري والسياسي منذ القدم.
ويتم التقسيم الاجتماعي فيها بمى يسمى الحبال وهي بالترتيب كالتالي
#حبل بيت قلوة
ويرجع الى الحبل هذا بعض الاسر مثل
بيت نشوان
بيت شراح
بيت الفقيه
#حبل بيت حمران
ويرجع للحبل هذا بعض الاسر مثل
بيت مجمل
بيت شداد
#حبل بيت عوضه
ويرجع للحبل هذا ايضا بعض الاسر مثل
بيت السارعي
بيت الجلال
بيت البجل
بالإضافة لبيت عسكر والصانع
#حبل بيت سريع
#حبل بيت حيدر
ويحدها بعض القرى من مديريه همدان وايضا عيال سريح
وهي كالتالي
شرقاً بيت غفر وبني قادم
غربا بني بشير والسواد
شمالاً الرقه
جنوباً حجر سعيد..